# Barbara Allen Rainey
Barbara Allen Rainey (20. srpna 1948, Bethesda, Maryland, USA – 13. července 1982 Evergreen, Conecuh County, Alabama) byla americká letkyně a příslušnice amerického námořnictva. Roku 1974 se jako první žena stala pilotkou v rámci amerického námořnictva. Zároveň byla první žena s kvalifikací pro proudové letouny v americkém námořnictvu.

## Osobní život
Narodila se roku 1948 v nemocnici amerického námořnictva v Bethesdě. Jejími rodiči byli poddůstojník amerického námořnictva Bill Reed Allen a jeho manželka Marguerite Yates Allen. Měla nejméně dva sourozence. Bratr létal u námořní pěchoty. Roku 1966 dokončila střední školu v Lakewoodu v Kalifornii. Pokračovala na Long Beach City College, ale později přestoupila na Whittier College ve Whittieru, kde promovala v roce 1969.
Dne 6. dubna 1974 se v Los Angeles provdala za poručíka Johna C. Raineyho, který byl rovněž příslušníkem amerického námořnictva. Seznámili se během leteckého výcviku. Měli spolu dcery Cynthii a Katherine.

## Vojenská služba
Roku 1970 absolvovala důstojnickou školu U.S. Navy Officer Candidate School v Newportu ve státě Rhode Island. Dne 18. prosince 1970 byla jmenována praporčíkem námořnictva v záloze. V únoru 1973 byla přijata k pilotnímu výcviku na Námořní letecké základně Pensacola na Floridě. Když se námořnictvo rozhodlo umožnit výcvik ženských pilotek, bylo v lednu 1973 vybráno osm adeptek. Dvě ženy byly z programu vyřazeny, ale zbývajících šest výcvik úspěšně dokončilo. Dne 22. února 1974 Barbara Allen na Námořní letecké základně Corpus Christi získala jako první žena „zlatá křídla“. Tedy se plně kvalifikovala jako palubní pilotka, včetně deseti přistání na letadlové lodi. Dalšími členkami první třídy námořních letkyň se staly Judith A. Neuffer, Jane M. Skiles, Ana Marie Scott, Joellen Drag a Rosemary Mariner. Jejich úspěch otevřel dveře dalším námořním letkyním.
Barbara Allen byla přidělena k zásobovací peruti VR-30, operující z Námořní letecké základny Alameda. Pilotovala palubní transportní letoun C-1A Trader. Zároveň jako první žena získala kvalifikaci na proudový letoun T-39 Sabreliner. Roku 1977 byla převelena k zásobovací peruti VR-53 se základnou v Dallasu v Texasu. Létala na čtyřmotorovém letounu C-118B Liftmaster.

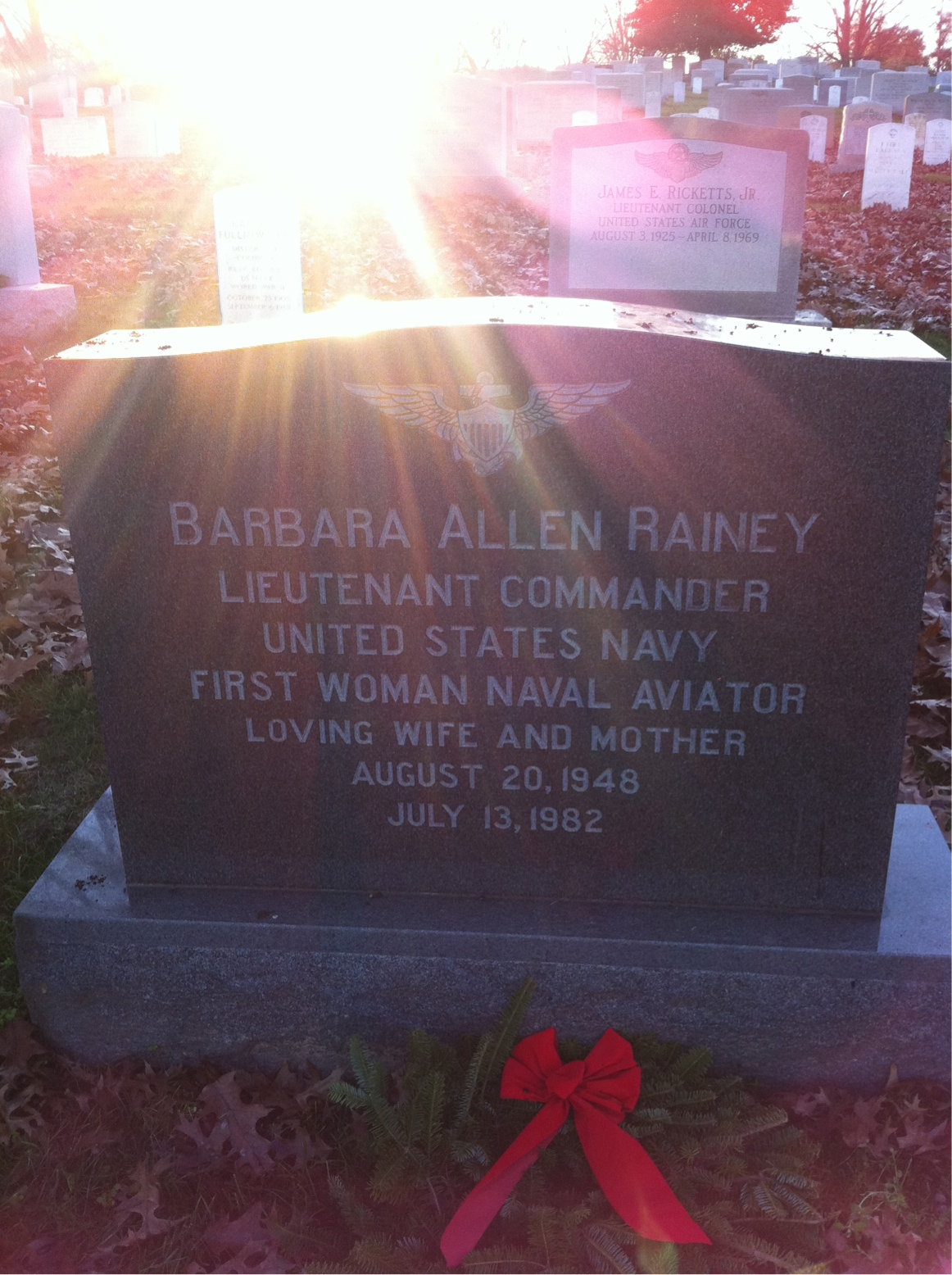
Hrob Barbary Allen Rainey na Arlingtonském národním hřbitově

Dne 23. listopadu 1977 byla na vlastní žádost propuštěna z aktivní služby, protože čekala potomka. Událost vyvolala mediální debaty o nepříznivých dopadech těhotenství a výchovy dětí na kariéru důstojnic námořnictva. Zůstala však v záloze. Do aktivní služby se vrátila 14. října 1981, v době kdy se námořnictvo potýkalo s nedostatkem leteckých instruktorů. Nastoupila jako letecká instruktorka k výcvikové letce VT-3 na Námořní letecké základně Whiting Field na Floridě.
Dne 13. července 1982 Barbara Allen Rainey a její žák Donald B. Knowlton zahynuli při letecké nehodě, ke které došlo při cvičném přistání v letounu T-34C Turbo Mentor na letišti Middleton Field v Aladamě. Příčina nehody nebyla objasněna. Pohřbena byla na Arlingtonském národním hřbitově.